# Mas de la Coixa
El Mas de la Coixa és una masia –inclosa a l'Inventari del Patrimoni Arquitectònic de Catalunya– al sud del nucli urbà de la població de Móra la Nova (Ribera d'Ebre), a la rotonda de l'eix de l'Ebre, al peu de la carretera C-12.

## Arquitectura
Edifici aïllat de planta rectangular completament rehabilitat, format per tres cossos adossats, amb les cobertes de teula d'un i dos vessants. Està distribuït en planta baixa i tres pisos. El portal d'accés a l'interior és d'arc carpanell bastit amb maons, i està situat al nivell del primer pis. Les obertures dels pisos mitgers són rectangulars, mentre que les del pis superior són d'arc rebaixat. Destaca, a la façana posterior, una àmplia porta d'arc de mig punt. A l'interior hi ha sostres de biguetes i revoltons, tot i que restituïts. La construcció està arrebossada i pintada.

## Història
El Mas de la Coixa és una de les construccions més antigues de la vila que data possiblement del segle xviii, quan el nucli era format per un conjunt de masos dispersos. Fou construït pels llaguters i navegants de l'Ebre com a centre operatiu de les seves activitats comercials. Estava a un lloc proper al riu perquè el riu abans no tenia l'actual curs. En origen estava bastida amb fang o tapió. Tenia altres dependències: corrals, quadres, etc. Encara que hi ha mencions documentals del segle xii, l'edifici actual s'ha de situar al segle xviii.
La societat Companyia de Aragón s'encarregava de comprar blat i altres cereals de l'Aragó i les planures de l'interior amb destinació a l'interior de Catalunya, via Lleida i Tortosa. El Mas de la Coixa era la seu de la llotja de contractació i magatzem que la Companyia tenia als Masos de Móra per comercialitzar aquestes mercaderies que transitaven pel riu. Aquest transport fluvial es realitzava amb unes embaracions anomenades llaguts.
Segons Lluis Perpinyà és molt possible que al Mas de la Coixa hi treballés molta gent, ja que s'havien de descarregar i carregar llaguts, portar gra als secadors que hi havia a la vila.
Originalment es suposa que la construcció era una torre de guaita per controlar el trànsit fluvial i que als voltants del s.XVIII va ser ampliat per tal de ser utilitzat com magatzem de les mercaderies que pujaven i baixaven pel riu.

## Pasos de la restauració
El pas dels anys i l'abandó van deixar el mas en un estat de conservació precari, l'any 1995 l'immoble se cedit a l'Ajuntament i s'inicia el procés de restauració amb l'objectiu de convertir-lo en alberg juvenil. Aquest mateix any tècnics de la Direcció General d'Arquitectura i Habitatge de la Generalitat de Catalunya en redacten l'avantprojecte de restauració.
Entre el 9 i el 18 de desembre del 1998 es va fer una intervenció arqueològica dirigida per l'arqueòleg Joan Menchon Mes.
Acabada la restauració es converteix en alberg pertanyent a la Xarxa d'Albergs de la Generalitat de Catalunya i fou inaugurat el 2 de desembre de 2000. La inauguració va anar a càrrec del president de la Generalitat Jordi Pujol. La restauració i adequció de l'edifici va comportar una inversió aproximada de 200 milions de pessetes.
A més a més a l'edifici hi la seu de l'Institut Ramon Muntaner, Fundació Privada dels Centres d'Estudis de Parla Catalana.
Al 2002 el consell comarcal d'esports s'instal·la al Mas de la Coixa.
El 23 de maig de 2002 l'Ajuntament de Móra la Nova aprova la memòria del projecte de condicionament dels espais lliures de l'alberg juvenil, amb un pressupost de 156.793,54 euros.
L'any 2003 l'Ajuntament invereix uns 90.000 euros en la primera fase de l'àrea de lleure de l'alberg, un projecte que tenia un cost de 1,2 milions d'euros. El projecte que havia d'ocupar unes 3 hectàrees, incloia un plantada d'arbres, la construcció de pistes esportives, una caseta de fusta i una piscina.
Aquest mateix any 2003 s'inicien les obres del pas subterrani que servirà per millorar l'accés dels vianants a l'alberg Mas de la Coixa des del Passeig Lluis Companys